# 陈素农
陈素农（1900年—1983年3月），别号叔龙，浙江温州白泉人。国民革命军中将。

## 生平
兄弟三人，家贫读不起中学，考入免费的驻温州的浙江省立第十师范学校，毕业留校当教员。黄埔军校三期毕业。1928年考入陆军大学第九期。毕业后入历任陆军第88师上校参谋主任、第88师第262旅第524团团长、副旅长、师参谋长。抗战后，任第七十一军参谋长，预备第8师师长，中央军校中将教育处长，第九十七军军长。1944年12月桂柳会战被追责免职。